# Labuan Kuris
Labuan Kuris is een bestuurslaag in het regentschap Sumbawa van de provincie West-Nusa Tenggara, Indonesië. Labuan Kuris telt 4221 inwoners (volkstelling 2010).